# ベヴァリッジモデル
ベヴァリッジモデル（Beveridge_model）は、政府がすべての国民に対して、所得税を財源にして医療を提供する医療制度。

## 解説
このモデルは、1948年にイギリスでウィリアム・ベヴァリッジによって最初に確立されました。このシステムの下では、ほとんどの病院や診療所は政府によって所有されています。一部の医師や医療従事者は政府の職員ですが、政府からの支払いを受ける民間の機関も存在します。
この医療システムでは、政府が単一の支払者として機能するため、医療市場での競争が排除され、コストが低く抑えられます。医療の主な資金源として所得税を使用することで、サービスを受ける際には費用が無料となり、患者が税金に貢献することで自分の医療費をカバーします。

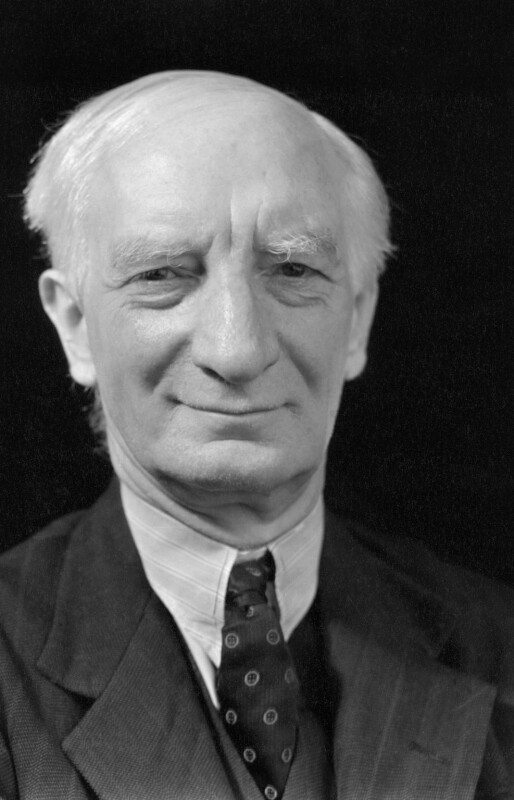
ウィリアム・ベヴァリッジ卿

ベヴァリッジモデルは、健康を人権として強調しています。そのため、普遍的なカバレッジが政府によって提供され、すべての国民が医療のカバレッジとアクセスを受けることができます。
ベヴァリッジモデルには独自の政策がありますが、多くの国は他の医療アプローチと組み合わせたバリエーションを使用しています。ベヴァリッジモデルのバリエーションを採用している国々は、主にユニバーサルヘルスケアシステムを導入しています。ユニバーサルヘルスケアシステムは、国内のすべての住民が医療へのアクセスを保証されることを確保します。
現在、ベヴァリッジモデルの政策を実施している国には、イギリス、イタリア、スペイン、デンマーク、スウェーデン、ノルウェー、ニュージーランドなどが含まれます。

## 歴史
ベヴァリッジモデルの医療制度は、イギリスの経済学者であり社会改革者であるウィリアム・ベヴァリッジによって最初に作られました。彼の考えは、1948年にイギリスの国民保健サービス（NHS）の創設につながりました。このモデルはイギリスで発祥し、北ヨーロッパをはじめとする多くの地域や世界中に広がりました。

## 批判
世界保健機関（WHO）の保健財政政策コーディネーターであるジョセフ・クツィンによると、このシステムに関する懸念の一つは、政府が健康危機にどのように対応するかという点です。国家的な緊急事態の場合、公共の収入が減少することで医療の資金が減少する可能性があります。このような状況では、多数の患者が殺到し、多くの問題が生じる可能性があります。そのため、危機が発生する前に緊急資金を割り当てることが解決策となるでしょう。